# Washington Generals
I Washington Generals erano una squadra di pallacanestro statunitense da esibizione. Non partecipavano ad alcun campionato ed erano gli avversari tradizionali degli Harlem Globetrotters.

## Storia
I Generals sono stati fondati nel 1952 da Herm Klotz, già proprietario dei Philadelphia Sphas, che li aveva concepiti fin da subito come una squadra da esibizione. Nel 1953 si accordò ufficialmente con gli Harlem Globetrotters, affinché i Generals diventassero l'avversario itinerante dei Globetrotters. Da allora e fino al 1995, i Washington Generals vinsero 6 partite, perdendone più di 13.000.
I Washington Generals sconfissero gli Harlem Globetrotters con il punteggio di 100-99 il 5 gennaio del 1971 a Martin (Tennessee). Terminò così una serie di sconfitte lunga 2.495 partite.
Nel corso degli anni la squadra ha spesso adottato una diversa denominazione, utilizzando i nomi: Boston Shamrocks, New Jersey Reds, Baltimore Rockets e Atlantic City Seagulls e New York Nationals. Dal 2011 al 2012, nel tour con gli Harlem Globetrotters, i Washington Generals  hanno utilizzato i nomi "International Elite" e "Global Select".
Nell'agosto del 2015 gli Harlem Globetrotters decidono di non disputare più altri incontri che li vedano opposti agli Washington Generals, motivando la decisione col desiderio di misurarsi con squadre professionistiche.
Si chiude così, dopo 60 anni e circa 16.000 sconfitte la collaborazione dei Washington Generals con gli Harlem Globetrotters. 